# Aoi (nome)
Aoi  è un nome proprio di persona giapponese maschile e femminile.

## Origine e diffusione

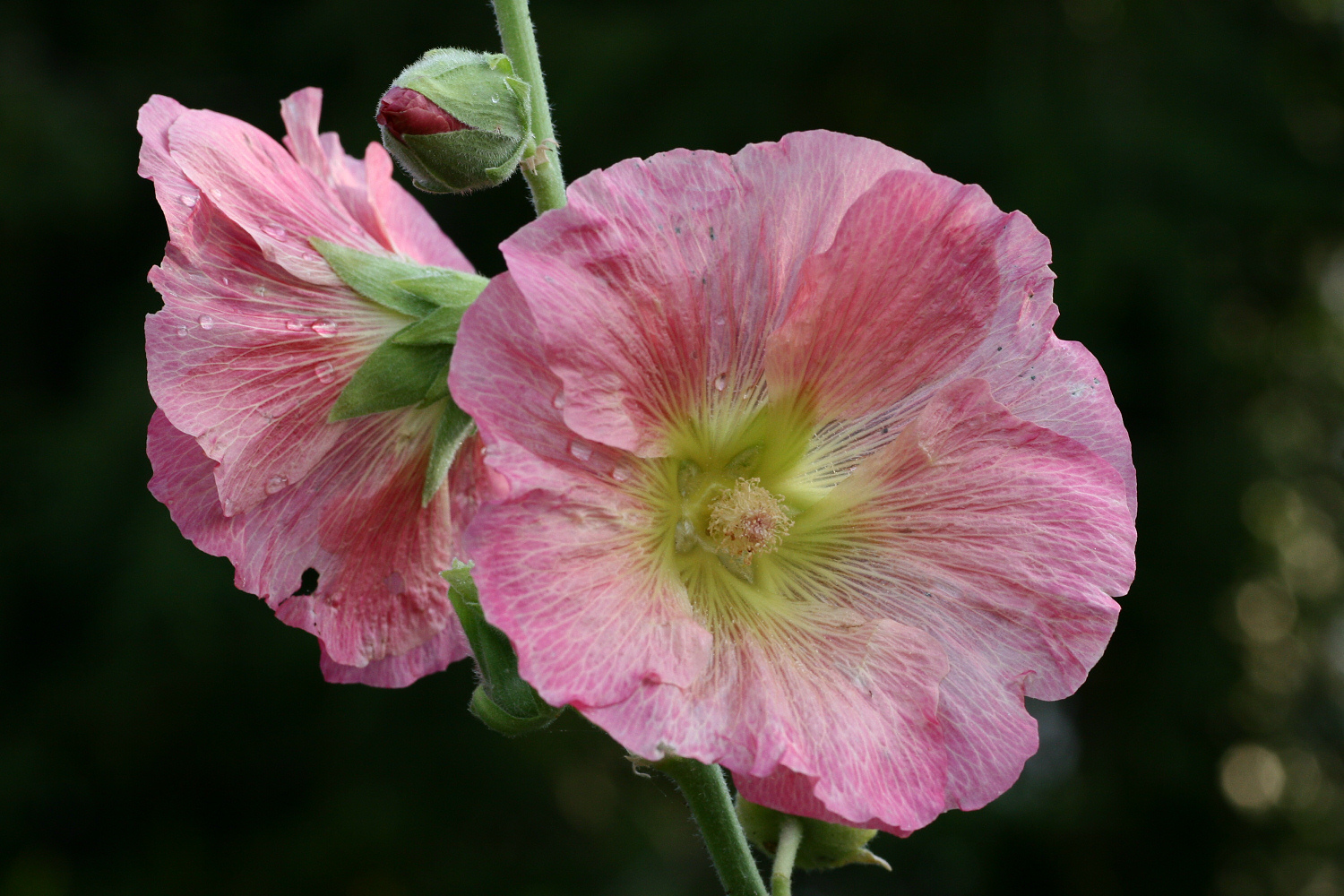
Fiori di malvarosa (Alcea rosea)

Può essere basato tanto sul kanji 葵 quanto sul kanji 碧, che si pronunciano entrambi "aoi"; il primo indica i fiori della famiglia Alcea (ad esempio, la malvarosa), mentre il secondo significa "blu". 
Nel primo caso rientra in quell'ampia gamma di nomi di ispirazione floreale, accanto a Rosa, Dalia, Sakura, Gardenia e molti altri, mentre nel secondo ha significato simile a quello dei nomi Azzurra e Žydrūnas.

## Onomastico
Il nome non è portato da alcun santo, ovvero è adespota, quindi l'onomastico ricade il 1º novembre, giorno di Ognissanti.

## Persone

### Femminile
- Aoi Miyazaki, attrice giapponese
- Aoi Nanase, fumettista giapponese

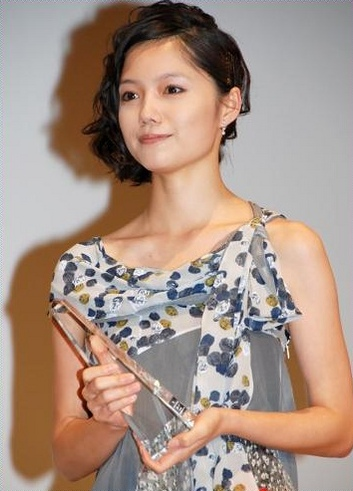
Aoi Miyazaki

- Aoi Tada, cantante e doppiatrice giapponese
- Aoi Teshima, cantante e doppiatrice giapponese
- Aoi Yūki, doppiatrice e attrice giapponese

### Maschile
- Aoi Nakamura, attore e modello giapponese

## Il nome nelle arti
- Aoi Nan è un personaggio del romanzo di Alain Damasio L'orda del vento.
- Aoi Rokusho è un personaggio della serie anime Naruto.
- Aoi Asahina è un personaggio del videogioco Danganronpa: Trigger Happy Havoc